# Ardabasto
 Ardabasto (703 — 756) filho do último rei visigodo Vitiza. Aliou-se com os muçulmanos contra Rodrigo para recuperar as terras do seu pai e ganhar o favor do Alandalus. Tornou-se conde dos cristãos de Córdoba, além de colector dos chamados impostos caraje

## Origens e contexto
Ardabasto é filho de Vitiza, rei dos visigodos, destacado primeiro para cargos de governo durante o reinado de seu pai Égica, ocupando um posto na Corte itinerante. Ao morrer seu pai, subiu ao trono como único Rei. Como rei ganhou fama de generoso e bondoso senhor, por destruir todos os documentos reconhecedores de dívidas para com o seu pai Égica. A sua política causou um grande descontentamento já que suporia uma grave perda para a Fazenda Real. Com esta política demonstrou uma drástica redução no peso da lei, segundo a Crónica de Afonso III, Vitiza permitiu o casamento aos clérigos, segundo o XVIII Concílio de Toledo, o que quiçá supusesse o fim de seu reinado, já que esta nova permissão, lhe causou problemas com membros de prestigio, do clero da sede toledana.
A Crônica de Afonso III, mostrasse-nos um monarca totalmente diferente, desonesto com costumes pouco ortodoxos, tomando diferentes esposas e concubinas e que dissolveu os concílios. Para além disso, aprovou o casamento clerical para que não se pudesse reprovar a sua conduta. Assim sendo, são-nos apresentadas duas visões contrapostas do monarca Vitiza. Este contexto depois de sua morte no ano 710 deixaria a Vitiza sem poder decidir sua sucessão ao trono. Na coroa sucedeu-lhe a rainha, mãe dos três filhos de Vitiza, que aquando sua morte ainda eram pequenos para reinar. Aproveitando este vazio sucessório, Rodrigo, general das tropas do rei, levantou-se em armas juntamente com outros homens e reclamou o trono, ainda que por pouco tempo.
Depois da morte de seu pai, Ardabasto e seus irmãos ficaram como senhores das terras que tinham em sua posse. Mas um problema maior surgiria com a invasão muçulmana que pôs fim ao reino godo. Ardabasto destacava-se pela sua astúcia e suas habilidades negociadoras, pelo que sua riqueza e suas numerosas propriedades espalhadas pelo Alandalus se deviam possivelmente a pactos com os invasores muçulmanos para conservar sua posição e ampliar suas terras, depois da queda do Reino Visigótico, da qual ele e seus irmãos fizeram parte, ajudando aos muçulmanos a derrotar a Rodrigo. Beneficiando-se enormemente dos favores destes.
Para além disso, ao morrer seu irmão Olemundo, Ardabasto apropriou-se de uma parte de suas propriedades, que deveriam pertencer por direito legítimo a seus filhos. Como resultado desta usurpação da herança, seus três sobrinhos deslocaram-se a Damasco para denunciar a seu tio ao califa e assim se lhes restituíssem suas propriedades.
Conselheiro do uáli Abu Alcatar Alhuçame (743 – 745)
Ardabasto era um dos principais potentados do território do Alandalus e converteu-se num dos principais conselheiros de Abu Alcatar Alhuçame ibne Dirar Alcalbi. Neste cargo reconhece-se especialmente por aconselhar ao vali para afastar as tribos sírias que chegaram desde o Norte de África a Córdoba e assentaram em outras províncias. De tal forma que o Junde de Damasco foi enviado à Cora de Elvira; o de Jordânia a Jaén; o de Palestina a Sidônia; o de Hims a Sevilha; e o de Egito a Beja.
Como consequência da rebelião dos caicitas, Abu Alcatar Alhuçame ibne Dirar Alcalbi foi aprisionado e nomearam vali Talaba ibne Salama Alamili sob a tutela de Alçumail. O agora conceituado homem mais forte do Alandalus manteve vários encontros com Ardabasto acompanhado por outros dez notáveis caicitas. Num destes encontros, Ardabasto doou cem aldeias aos sírios para que se estabelecessem, o que demonstra o seu imenso património territorial. Entre estas propriedades estavam em Almodóvar, Torox, ou Jaén.